# Kreutzweg

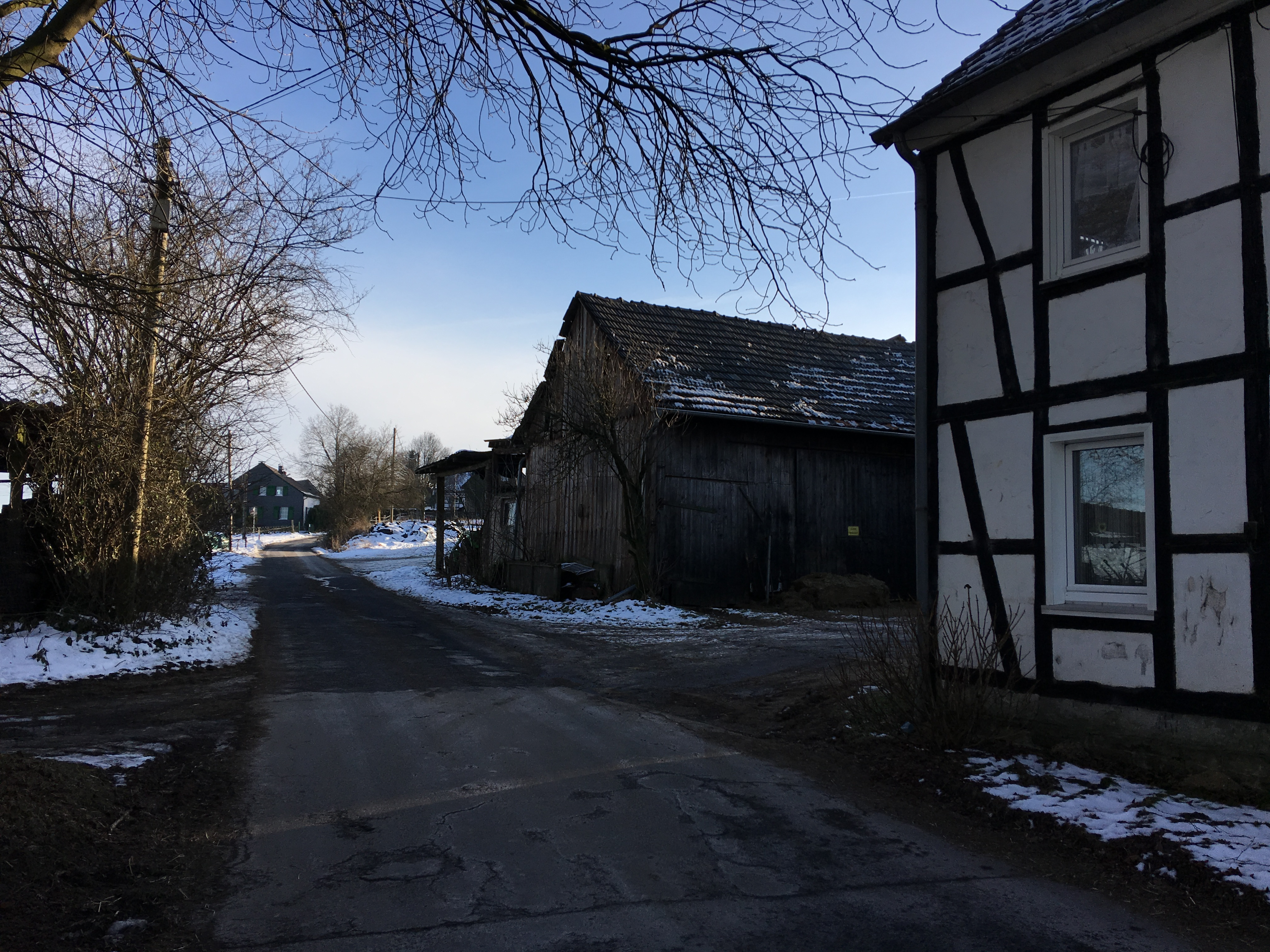

Kreutzweg ist ein Ortsteil von Vilkerath in der Stadt Overath im Rheinisch-Bergischen Kreis in Nordrhein-Westfalen, Deutschland.

## Lage und Beschreibung
Der kleine Ortsteil Kreutzweg besteht im Wesentlichen aus einem landwirtschaftlichen Betrieb und einem Wohnhaus in bergischem Fachwerk. Er ist durch die Buslinien 440 und 448 des RSV, an den öffentlichen Nahverkehr angeschlossen.

## Geschichte
Kreutzweg entstand in der zweiten Hälfte des 19. Jahrhunderts an der Wegkreuzung der heutigen Landesstraße L84 mit dem Verbindungsweg, der bei Rott im Aggertal von der Bundesstraße 55 abzweigt und über Oberheide, Bengelshöhe und Griessiefen nach Kepplerburg führt. Die Landesstraße 84 verläuft dabei auf der alten Trasse der Heidenstraße, einer bedeutenden mittelalterlichen Altfernstraße von Köln über Kassel nach Leipzig. Ab der Preußischen Neuaufnahme von 1892 ist der Ort auf Messtischblättern regelmäßig als Kreutzweg verzeichnet.
Im Gemeindelexikon für die Provinz Rheinland von 1888 werden für Kreutzweg zwei Wohnhäuser mit sechs Einwohnern angegeben. 1895 besitzt der Ort zwei Wohnhäuser mit sechs Einwohnern und gehörte konfessionell zum katholischen Kirchspiel Hohkeppel, 1905 werden ein Wohnhaus und acht Einwohner angegeben.